# آلان اس. بوید
آلن استیفنسن بوید (Alan Stephenson Boyd)‏ (۲۰ ژوئیه۱۹۲۲–۱۸ اکتبر ۲۰۲۰)، وکیل و مسئول اجرایی حمل و نقل بود که چندین شرکت بزرگ را رهبری کرد و در سمت‌های مختلف حمل و نقل به دولت ایالات متحده خدمت کرد. وی نخستین وزیر حمل و نقل ایالات متحده بود که توسط لیندون جانسون در این سمت منصوب شده بود. علاوه براین، در سمت‌های اجرائی ادارهٔ هوانوردی غیرنظامی و وزارت بازرگانی ایالات متحده خدمت کرد و رئیس شرکت راه‌آهن امترک بود.

## اوایل زندگی و آموزش
بوید در ۲۰ ژوئیه سال ۱۹۲۲ در شهر جکسون‌ویل ایالت فلوریدا در خانوادهٔ کلرینس و الیزابت (استیفنسن) متولد شد. جان استیفنسن، تولیدکننده ماشین و کسی‌که نخستین تراموای یا اتوبوس برقی شهری را اختراع و به ثبت رساند، پدربزرگ مادری بوید بود. زمانی‌که بوید دوازده ساله بود پدرش فوت نمود. در سال ۱۹۳۹ از دبیرستان مک‌کلنی-گلن فارغ شد و به آموزش در دانشگاه فلوریدا ادامه داد. اما در اخیر سال دوم تحصیلی دانشگاه را ترک کرد. متعاقب ترک دانشگاه در سال ۱۹۴۲ به نیروهای هوایی ارتش ایالات متحده پیوست و تا پایان جنگ دوم جهانی در آنجا ماند.
بوید در ۳ آوریل سال ۱۹۴۳ با فلاویل جونیتا تاونسیند آموزگار دبیرستان، عروسی کرد. آن‌ها جمعاً یک پسر بنام (مارک) داشتند. بوید پس از ترک خدمت در سال ۱۹۴۵، به کالج برگشت و در سال ۱۹۴۸ مدرک کارشناسی حقوق را از دانشکدهٔ حقوق دانشگاه ویرجینیا بدست آورد.

## حرفه

### وظایف اولیه
بوید در فلوریدا وکالت کرد و مأمور بررسی مقررات صنعت ترابری یا حمل و نقل بود. در سال ۱۹۵۹ توسط دوایت آیزنهاور در اداره هوانوردی غیرنظامی منصوب شد. توسط جان اف کنیدی به ریاست این اداره ارتقا یافت. دوید با استانداردسازی کاهش کرایه سفر و تصویب یارانه‌های دولتی به‌منظور تشویق خدمات خطوط هوایی برای شهرهای کوچک، به صنعت خطوط هوایی کمک کرد. در سال ۱۹۶۵ توسط لیندون جانسون، معاون وزارتخانهٔ بازرگانی برای حمل و نقل منصوب شد. زمانی‌که از کاهش محدودیت‌های دولتی در صنعت دریایی حمایت کرد و پس از محکوم نمودن استخدام کارمندان اضافی خط آهن، مورد تنفر رهبران کارگر قرار گرفت. بوید عضوی از کمیته یی بود که برای ایجاد وزارت ترابری یا حمل و نقل ایالات متحده لابی‌گری می‌کرد و تعداد زیادی از سازمان‌های دولتی مرتبط با صنعت ترابری یا حمل و نقل را دور هم جمع کرد.

### وزیر حمل و نقل
بوید در ماه نوامبر سال ۱۹۶۶ نخستین وزیر حمل و نقل شد. او در این مقام در بسیاری از نواحی از جمله در فرودگاه، سیستم کنترل ترافیک هوایی، مصونیت خودرو، آموزش رانندگی، می‌خوارگی یا اعتیاد به الکل و پروژهٔ زیباسازی شاهراه (پروژهٔ شخصی بانوی نخست لیدی برد جانسون)، کار کرد. یکی از منابع قدرت بوید کنترل بر بودجهٔ شاهراه‌های بین‌الایالتی بود. تلاش وی برای تقویت خدمات قطار مسافربری به ناکامی انجامید.
پس از این که ریچارد نیکسون در ژانویه سال ۱۹۶۹ رئیس‌جمهور ایالات متحده شد، بوید وزارت حمل و نقل را رها کرد تا رئیس راه‌آهن مرکزی ایلینوی شود، سمتی که از سال ۱۹۶۹ تا سال ۱۹۷۲ آن را به عهده داشت. دولت فدرال در مورد تضاد منافع احتمالی بوید در این سمت تحقیقات انجام داد، زیرا راه‌آهن مذکور قبل از استعفای بوید از این وزرات کمک دریافت کرده بود، اما در اثر تحقیقات هیچ نوع خلاف کاری پیدا نشد. بوید سپس الی ۲۰ ژوئن سال ۱۹۸۲ رئیس امترک و رئیس شرکت صنایع ایرباس بود. در سال ۱۹۹۴ رئیس شرکت وارنر بلو و ماهان، شرکت مشورتی مستقر در واشینگتن DC که بالای سرمایه‌گذاری‌های جدید فناوری کار می‌کند، شد.

### اواخر زندگی و مرگ
پس از این که بوید بازنشسته شد، او و همسرش به سیاتل رفتند. بوید در ازای کمک‌هایش به هوانوردی تجاری در سال ۱۹۹۴ به دریافت جایزهٔ تونی جانس مفتخر گردید. او هم چنان جایزهٔ سال ۲۰۰۹ فیلیپ چی. کلس را به‌خاطر یک عمر دستاورد، از روزنامهٔ هفتهٔ هوانوردی و فناوری فضائی دریافت کرد. در این تقدیرنامهٔ رسمی چنین آمده‌است: «.. به خاطر خدمات دائمی اش به هوانوردی از جمله شکل‌دادن به سیاست در ایالات متحده».
بوید در ماه اوت سال ۲۰۱۶ زندگی‌نامهٔ خود را تحت عنوان افتخار بزرگ: زندگی من حمل و نقل قرن بیستم را شکل می‌دهد، منتشر کرد.
بوید در ۱۸ اکتبر سال ۲۰۲۰ در خانهٔ سالمندان در راونا در شهر سیاتل درگذشت. وی ۹۸ ساله بود و در پنج سال اخیر زندگی از ناحیهٔ ضعف بینایی رنج می‌برد.